# Йоган Россоув
Йоганнес Германус «Йоган» Россоув (англ. Johannes Hermanus «Johan» Rossouw; нар. 2 грудня 1964) — південноафриканський, згодом британський борець вільного стилю, чемпіон та срібний призер чемпіонатів Африки, учасник Олімпійських ігор у складі збірної ПАР.

## Життєпис
Боротьбою почав займатися з 1975 року.
Виступав за борцівський клуб «Вікторія» Преторія. Тренер — Ганс Россоув.

## Спортивні результати на міжнародних змаганнях

### Виступи на Олімпіадах
| Змагання                    | Збірна                          | Вагова категорія           | Місце |
| --------------------------- | ------------------------------- | -------------------------- | ----- |
| Літні Олімпійські ігри 1992 | Південно-Африканська Республіка | вільна боротьба, до 100 кг | 11    |

### Виступи на Чемпіонатах світу
| Змагання                        | Збірна          | Вагова категорія           | Місце |
| ------------------------------- | --------------- | -------------------------- | ----- |
| Чемпіонат світу з боротьби 1994 | ПАР             | вільна боротьба, до 100 кг | 11    |
| Чемпіонат світу з боротьби 2001 | Велика Британія | вільна боротьба, до 97 кг  | 8     |
| Чемпіонат світу з боротьби 2003 | Велика Британія | вільна боротьба, до 96 кг  | 15    |

### Виступи на Чемпіонатах Африки
| Змагання                         | Збірна | Вагова категорія           | Місце  |
| -------------------------------- | ------ | -------------------------- | ------ |
| Чемпіонат Африки з боротьби 1992 | ПАР    | вільна боротьба, до 100 кг | Золото |
| Чемпіонат Африки з боротьби 1994 | ПАР    | вільна боротьба, до 100 кг | Срібло |

### Виступи на Чемпіонатах Європи
| Змагання                         | Збірна          | Вагова категорія          | Місце |
| -------------------------------- | --------------- | ------------------------- | ----- |
| Чемпіонат Європи з боротьби 2002 | Велика Британія | вільна боротьба, до 96 кг | 5     |

### Виступи на Іграх Співдружності
| Змагання                | Збірна | Вагова категорія          | Місце |
| ----------------------- | ------ | ------------------------- | ----- |
| Ігри Співдружності 2002 | Англія | вільна боротьба, до 96 кг | 6     |

### Виступи на інших змаганнях
| Змагання                                                    | Збірна          | Вагова категорія          | Місце |
| ----------------------------------------------------------- | --------------- | ------------------------- | ----- |
| Олімпійський кваліфікаційний турнір з боротьби 2004 (Софія) | Велика Британія | вільна боротьба, до 96 кг | 26    |